# Pasha Kovalev
Pavel "Pasha" Kovalev (Komsomolsk del Amur, RSFS de Rusia; 19 de enero de 1980) es un bailarín de salón y coreógrafo ruso. Comenzó a bailar a la edad de ocho años y en 2001 se mudó a los Estados Unidos con su pareja de baile, Anya Garnis. En 2007, la pareja compitió en la tercera temporada de la versión estadounidense de So You Think You Can Dance y desde entonces han participado en las ocho temporadas posteriores como coreógrafos o compañeros All-Star para los concursantes. Entre 2011 y 2018, se mudó al Reino Unido para participar en Strictly Come Dancing de la BBC como bailarín profesional, siendo el ganador de la duodécima temporada junto con Caroline Flack.

## Primeros años
Kovalev nació a principios de 1980, fue criado por su madre y creció con su hermano. Comenzó a bailar a la edad de ocho años, y hasta el año 2000, compitió con su pareja Anya Garnis en la categoría latina amateur en Rusia.
Tras mudarse a Estados Unidos, Kovalev y Garnis se hicieron profesionales, y a partir de 2002 empezaron a competir en Estados Unidos, el Reino Unido y Canadá. Entre sus logros competitivos figura el haber sido finalistas del Abierto de Estados Unidos de 2002 a 2006.

## Carrera

### So You Think You Can Dance
En 2007, Kovalev y Anya Garnis audicionaron para la tercera temporada del programa estadounidense So You Think You Can Dance. Aunque originalmente solo asistió a la audición para apoyar a Garnis, también se le pidió que audicionara, y junto con Garnis, se convirtió en uno de los 20 bailarines elegidos para competir en la temporada. Garnish llegó al top 12, mientras que Kovalev llegó a las semifinales y fue eliminado el 13 de agosto en la última ronda antes de la final. Ambos participaron más tarde en la gira So You Think You Can Dance Tour visitando 50 ciudades en los Estados Unidos y, desde entonces, han participado en todas las temporadas siguientes como coreógrafos o como invitados All-Stars.
En la cuarta temporada, Kovalev ayudó a Mia Michaels en una rutina contemporánea, y él con Garnis realizaron una coreografía de una rutina de chachachá bailada por Courtney Galiano y Gev Manoukian. En la quinta temporada, ambos realizaron una coreografía de samba para Evan Kasprzak y Randi Evans. En la sexta temporada, regresaron para dirigir las rondas de coreografía durante las audiciones, y más tarde esa temporada, él coreografió un jive para Russell Ferguson y Mollee Gray. Kovalev fue anunciado como un All-Star tanto para la séptima como para la octava temporada del espectáculo, interpretando todos los bailes latinos y de salón con las finalistas femeninas. Para la novena temporada coreografió una rutina de chachachá para Janelle Issis y Dareian Kujawa. Finalmente, el 16 de julio de 2014, Kovalev regresó con Garnis para coreografiar una rutina de jive para Bridget Whitman y Emilio Dosal en la undécima temporada. En 2010, ambos coreografiaron para la tercera temporada de So You Think You Can Dance Australia.

### Strictly Come Dancing
En septiembre de 2011, Kovalev se unió como el nuevo bailarín profesional de Strictly Come Dancing en la novena temporada, teniendo como primera pareja a la actriz Chelsee Healey, logrando llegar a la final y quedando en el segundo puesto, detrás de los ganadores Harry Judd y Aliona Vilani. Regresó para la décima temporada y fue emparejado con la cantante Kimberley Walsh del grupo Girls Aloud, llegando también a la final y terminando como uno de los subcampeones, perdiendo ante Louis Smith y Flavia Cacace. Al siguiente año tuvo como pareja a la presentadora Rachel Riley en la undécima temporada, acabando en el undécimo puesto al ser eliminados en la sexta semana. En la duodécima temporada formó pareja con la presentadora Caroline Flack, con quien logró alcanzar la final y coronarse como los campeones de la competencia.
Para la decimotercera temporada fue asignado como pareja de la presentadora del tiempo Carol Kirkwood, finalizando en el décimo puesto al ser la sexta pareja eliminada. Fue emparejado con la presentadora y periodista Naga Munchetty para la decimocuarta temporada, quedando eliminados en la cuarta semana y finalizando en el duodécimo puesto. Tuvo como pareja en la decimoquinta temporada a la actriz y comediante Chizzy Akudolu, siendo la primera pareja eliminada y terminando en el decimoquinto puesto. Su pareja para la decimosexta temporada fue la cantante Ashley Roberts del grupo The Pussycat Dolls, con quién llegó a una final por cuarta ocasión y concluyó como uno de los subcampeones, detrás de los ganadores Stacey Dooley y Kevin Clifton. En febrero de 2019, se reveló que Kovalev no regresaría al programa después de ocho años como bailarín profesional.
Kovalev también formó parte de varios especiales del programa. Entre sus participaciones estuvieron los especiales de Navidad de 2013 con la actriz Elaine Paige, de 2015 con la presentadora y modelo Lisa Snowdon, de 2016 con la comediante y psicóloga Pamela Stephenson, y de 2017 nuevamente con la cantante Kimberley Walsh, además de volver a bailar con Chelsee Healey para un baile grupal durante el especial de 2012. También participó en los especiales de Children in Need de 2011 con la periodista Emily Maitlis, de 2016 con la remera olímpica Helen Glover, y de 2017 con la presentadora Diane-Louise Jordan. Sumado a esto, ganó los tres especiales de Sport Relief en los que participó, el de 2012 nuevamente con Chelsee Healey, el de 2014 con la corredora de silla de ruedas paralímpica Hannah Cockroft, y el de 2018 con la futbolista Alex Scott.
| Temporada | Pareja          | Puesto | Promedio |
| --------- | --------------- | ------ | -------- |
| 9         | Chelsee Healey  | 2.º    | 35.25    |
| 10        | Kimberley Walsh | 2.º    | 34.60    |
| 11        | Rachel Riley    | 11.º   | 25.33    |
| 12        | Caroline Flack  | 1.º    | 35.13    |
| 13        | Carol Kirkwood  | 10.º   | 18.00    |
| 14        | Naga Munchetty  | 12.º   | 23.75    |
| 15        | Chizzy Akudolu  | 15.º   | 18.50    |
| 16        | Ashley Roberts  | 2.º    | 36.94    |

- Temporada 9 con Chelsee Healey

| Semana                                                                | Baile / Canción                               | Puntajes de los jueces | Puntajes de los jueces | Puntajes de los jueces | Puntajes de los jueces | Resultado       |
| Semana                                                                | Baile / Canción                               | C. R.                  | L. G.                  | A. D.                  | B. T.                  | Resultado       |
| --------------------------------------------------------------------- | --------------------------------------------- | ---------------------- | ---------------------- | ---------------------- | ---------------------- | --------------- |
| 1                                                                     | Vals / «See the Day»                          | 7                      | 6                      | 7                      | 7                      | Sin eliminación |
| 2                                                                     | Salsa / «Higher»                              | 7                      | 7                      | 8                      | 7                      | Salvados        |
| 3                                                                     | Chachachá / «Beggin'»                         | 6                      | 8                      | 8                      | 8                      | Salvados        |
| 4                                                                     | Quickstep / «Sing, Sing, Sing (With a Swing)» | 9                      | 9                      | 9                      | 9                      | Salvados        |
| 5                                                                     | Tango / «Love Potion No. 9»                   | 7                      | 8                      | 9                      | 8                      | Salvados        |
| 6                                                                     | Charlestón / «Five Foot Two, Eyes of Blue»    | 9                      | 91                     | 9                      | 9                      | Salvados        |
| 7                                                                     | Foxtrot / «Doesn't Mean Anything»             | 9                      | 8                      | 10                     | 9                      | Salvados        |
| 8                                                                     | Samba / «Spice Up Your Life»                  | 8                      | 9                      | 9                      | 9                      | Salvados        |
| 9                                                                     | Tango argentino / «Una Música Brutal»         | 8                      | 9                      | 9                      | 9                      | Salvados        |
| 9                                                                     | Maratón de Swing / «Chattanooga Choo Choo»    | 6 puntos extra         | 6 puntos extra         | 6 puntos extra         | 6 puntos extra         | Salvados        |
| 10                                                                    | Jive / «I'm a Believer»                       | 9                      | 10                     | 10                     | 10                     | Salvados        |
| 11 (Semifinal)                                                        | American smooth / «Time After Time»           | 8                      | 9                      | 10                     | 9                      | Salvados        |
| 11 (Semifinal)                                                        | Pasodoble / «Malagueña»                       | 10                     | 10                     | 10                     | 10                     | Salvados        |
| 12 (Final)                                                            | Jive / «I'm a Believer»                       | 9                      | 10                     | 10                     | 10                     | Salvados        |
| 12 (Final)                                                            | Showdance / «One Night Only»                  | 9                      | 9                      | 9                      | 9                      | Salvados        |
| 12 (Final)                                                            | Rumba / «Because of You»                      | 9                      | 10                     | 10                     | 10                     | Segundo puesto  |
| 12 (Final)                                                            | Quickstep / «Sing, Sing, Sing (With a Swing)» | 9                      | 10                     | 10                     | 10                     | Segundo puesto  |
| 1Puntaje dado por la juez invitada Jennifer Grey en lugar de Goodman. |                                               |                        |                        |                        |                        |                 |

- Temporada 10 con Kimberley Walsh

| Semana         | Baile / Canción                                               | Puntajes de los jueces | Puntajes de los jueces | Puntajes de los jueces | Puntajes de los jueces | Resultado       |
| Semana         | Baile / Canción                                               | C. R.                  | D. B.                  | L. G.                  | B. T.                  | Resultado       |
| -------------- | ------------------------------------------------------------- | ---------------------- | ---------------------- | ---------------------- | ---------------------- | --------------- |
| 1              | Chachachá / «Domino»                                          | 7                      | 7                      | 7                      | 7                      | Sin eliminación |
| 2              | Foxtrot / «Someone like You»                                  | 7                      | 6                      | 6                      | 7                      | Salvados        |
| 3              | Quickstep / «Get Happy»                                       | 7                      | 7                      | 7                      | 8                      | Salvados        |
| 4              | Pasodoble / «Hungry Like the Wolf»                            | 8                      | 8                      | 7                      | 8                      | Salvados        |
| 5              | Salsa / «Naughty Girl»                                        | 8                      | 8                      | 8                      | 9                      | Salvados        |
| 6              | Vals vienés / «A Thousand Years»                              | 8                      | 8                      | 9                      | 9                      | Dos últimos     |
| 7              | Samba / «Livin' la Vida Loca»                                 | 8                      | 8                      | 9                      | 9                      | Salvados        |
| 8              | Tango / «When Doves Cry»                                      | 8                      | 9                      | 8                      | 9                      | Salvados        |
| 9              | Jive / «Land of a Thousand Dances»                            | 9                      | 8                      | 8                      | 9                      | Salvados        |
| 10             | Fusión de Chachachá & Tango / «It's Raining Men»              | 10                     | 10                     | 10                     | 10                     | Salvados        |
| 11 (Semifinal) | American smooth / «Fever»                                     | 9                      | 10                     | 9                      | 10                     | Salvados        |
| 11 (Semifinal) | Charlestón / «Those Magnificent Men in their Flying Machines» | 10                     | 10                     | 10                     | 10                     | Salvados        |
| 12 (Final)     | Vals vienés / «A Thousand Years»                              | 9                      | 10                     | 10                     | 10                     | Salvados        |
| 12 (Final)     | Showdance / «Crazy In Love»                                   | 9                      | 10                     | 10                     | 10                     | Salvados        |
| 12 (Final)     | Tango / «When Doves Cry»                                      | 10                     | 10                     | 10                     | 10                     | Segundo puesto  |

- Temporada 11 con Rachel Riley

| Semana | Baile / Canción                          | Puntajes de los jueces | Puntajes de los jueces | Puntajes de los jueces | Puntajes de los jueces | Resultado       |
| Semana | Baile / Canción                          | C. R.                  | D. B.                  | L. G.                  | B. T.                  | Resultado       |
| ------ | ---------------------------------------- | ---------------------- | ---------------------- | ---------------------- | ---------------------- | --------------- |
| 1      | Vals / «When I Need You»                 | 6                      | 7                      | 7                      | 7                      | Sin eliminación |
| 2      | Salsa / «Get Lucky»                      | 4                      | 5                      | 6                      | 5                      | Salvados        |
| 3      | Chachachá / «When Love Takes Over»       | 6                      | 7                      | 7                      | 7                      | Salvados        |
| 4      | Quickstep / «Johnny Got a Boom Boom»     | 5                      | 7                      | 7                      | 7                      | Dos últimos     |
| 5      | Pasodoble / «Maneater»                   | 4                      | 6                      | 6                      | 6                      | Salvados        |
| 6      | American smooth / «I Put a Spell on You» | 7                      | 7                      | 8                      | 8                      | Eliminados      |

- Temporada 12 con Caroline Flack

| Semana                                           | Baile / Canción                              | Puntajes de los jueces | Puntajes de los jueces | Puntajes de los jueces | Puntajes de los jueces | Resultado       |
| Semana                                           | Baile / Canción                              | C. R.                  | D. B.                  | L. G.                  | B. T.                  | Resultado       |
| ------------------------------------------------ | -------------------------------------------- | ---------------------- | ---------------------- | ---------------------- | ---------------------- | --------------- |
| 1                                                | Chachachá / «Can You Feel It»                | 6                      | 7                      | 7                      | 7                      | Sin eliminación |
| 2                                                | Tango / «Blame»                              | 7                      | 7                      | 7                      | 8                      | Salvados        |
| 3                                                | Rumba / «I Don't Want to Miss a Thing»       | 8                      | 8/91                   | 8                      | 9                      | Salvados        |
| 4                                                | Quickstep / «We Go Together»                 | 8                      | 8                      | 9                      | 8                      | Salvados        |
| 5                                                | Pasodoble / «Live and Let Die»               | 8                      | 9                      | 8                      | 9                      | Salvados        |
| 6                                                | Samba / «Le Freak»                           | 7                      | 8                      | 8                      | 9                      | Salvados        |
| 7                                                | Vals / «Three Times a Lady»                  | 7                      | 8                      | 8                      | 8                      | Dos últimos     |
| 8                                                | Jive / «Crocodile Rock»                      | 9                      | 9                      | 9                      | 10                     | Salvados        |
| 9                                                | American smooth / «Mack the Knife»           | 7                      | 8                      | 9                      | 9                      | Salvados        |
| 10                                               | Charlestón / «Istanbul (Not Constantinople)» | 9                      | 10                     | 10                     | 10                     | Salvados        |
| 11                                               | Tango argentino / «La cumparsita»            | 9                      | 10                     | 10                     | 10                     | Salvados        |
| 11                                               | Maratón de Vals / «The Last Waltz»           | 3 puntos extra         | 3 puntos extra         | 3 puntos extra         | 3 puntos extra         | Salvados        |
| 12 (Semifinal)                                   | Foxtrot / «Diamonds»                         | 8                      | 9                      | 9                      | 9                      | Salvados        |
| 12 (Semifinal)                                   | Salsa / «María»                              | 10                     | 10                     | 10                     | 10                     | Salvados        |
| 13 (Final)                                       | Chachachá / «Can You Feel It»                | 10                     | 10                     | 10                     | 10                     | Salvados        |
| 13 (Final)                                       | Showdance / «Angels»                         | 10                     | 10                     | 10                     | 10                     | Salvados        |
| 13 (Final)                                       | Charlestón / «Istanbul (Not Constantinople)» | 10                     | 10                     | 10                     | 10                     | Ganadores       |
| 1Puntaje dado por el juez invitado Donny Osmond. |                                              |                        |                        |                        |                        |                 |

- Temporada 13 con Carol Kirkwood

| Semana | Baile / Canción                                          | Puntajes de los jueces | Puntajes de los jueces | Puntajes de los jueces | Puntajes de los jueces | Resultado       |
| Semana | Baile / Canción                                          | C. R.                  | D. B.                  | L. G.                  | B. T.                  | Resultado       |
| ------ | -------------------------------------------------------- | ---------------------- | ---------------------- | ---------------------- | ---------------------- | --------------- |
| 1      | Chachachá / «Thunder in My Heart»                        | 2                      | 5                      | 5                      | 4                      | Sin eliminación |
| 2      | Foxtrot / «It's a Lovely Day Today»                      | 4                      | 6                      | 5                      | 5                      | Salvados        |
| 3      | Quickstep / «I'm Gonna Wash That Man Right Outa My Hair» | 3                      | 5                      | 5                      | 4                      | Salvados        |
| 4      | Pasodoble / «España cañí»                                | 5                      | 6                      | 6                      | 5                      | Salvados        |
| 5      | Vals vienés / «I've Been Loving You Too Long»            | 4                      | 6                      | 6                      | 5                      | Salvados        |
| 6      | Rumba / «I Think I Love You»                             | 2                      | 4                      | 4                      | 3                      | Salvados        |
| 7      | American smooth / «Man! I Feel Like a Woman!»            | 3                      | 5                      | 5                      | 4                      | Eliminados      |

- Temporada 14 con Naga Munchetty

| Semana | Baile / Canción                          | Puntajes de los jueces | Puntajes de los jueces | Puntajes de los jueces | Puntajes de los jueces | Resultado       |
| Semana | Baile / Canción                          | C. R.                  | D. B.                  | L. G.                  | B. T.                  | Resultado       |
| ------ | ---------------------------------------- | ---------------------- | ---------------------- | ---------------------- | ---------------------- | --------------- |
| 1      | Vals / «Run to You»                      | 5                      | 6                      | 6                      | 6                      | Sin eliminación |
| 2      | Chachachá / «A Fool in Love»             | 4                      | 6                      | 6                      | 7                      | Salvados        |
| 3      | Tango / «Theme from Mission: Impossible» | 5                      | 6                      | 7                      | 7                      | Salvados        |
| 4      | Charlestón / «Minnie the Mermaid»        | 5                      | 6                      | 7                      | 6                      | Eliminados      |

- Temporada 15 con Chizzy Akudolu

| Semana | Baile / Canción            | Puntajes de los jueces | Puntajes de los jueces | Puntajes de los jueces | Puntajes de los jueces | Resultado       |
| Semana | Baile / Canción            | C. R.                  | D. B.                  | S. B.                  | B. T.                  | Resultado       |
| ------ | -------------------------- | ---------------------- | ---------------------- | ---------------------- | ---------------------- | --------------- |
| 1      | Chachachá / «Boogie Fever» | 4                      | 5                      | 6                      | 6                      | Sin eliminación |
| 2      | Foxtrot / «I'm a Woman»    | 3                      | 5                      | 4                      | 4                      | Eliminados      |

- Temporada 16 con Ashley Roberts

| Semana                                                                  | Baile / Canción                                    | Puntajes de los jueces | Puntajes de los jueces | Puntajes de los jueces | Puntajes de los jueces | Resultado       |
| Semana                                                                  | Baile / Canción                                    | C. R.                  | D. B.                  | S. B.                  | B. T.                  | Resultado       |
| ----------------------------------------------------------------------- | -------------------------------------------------- | ---------------------- | ---------------------- | ---------------------- | ---------------------- | --------------- |
| 1                                                                       | Vals vienés / «Perfect»                            | 7                      | 8                      | 7                      | 7                      | Sin eliminación |
| 2                                                                       | Chachachá / «Boogie Wonderland»                    | 8                      | 8                      | 7                      | 9                      | Salvados        |
| 3                                                                       | Salsa / «(I've Had) The Time of My Life»           | 8                      | 9                      | 9                      | 9                      | Salvados        |
| 4                                                                       | Tango / «Look What You Made Me Do»                 | 8                      | 8                      | 8                      | 8                      | Salvados        |
| 5                                                                       | Rumba / «Something About the Way You Look Tonight» | 9                      | 9                      | 9                      | 91                     | Salvados        |
| 6                                                                       | Charlestón / «Witch Doctor»                        | 9                      | 10                     | 10                     | 10                     | Salvados        |
| 7                                                                       | Foxtrot / «Orange Colored Sky»                     | 9                      | 10                     | 10                     | 10                     | Salvados        |
| 8                                                                       | Contemporáneo / «Unsteady»                         | 9                      | 10                     | 10                     | 10                     | Salvados        |
| 9                                                                       | Jive / «Shake a Tail Feather»                      | 10                     | 10                     | 10                     | 10                     | Salvados        |
| 10                                                                      | Samba / «Hot Hot Hot»                              | 8                      | 9                      | 9                      | 10                     | Dos últimos     |
| 10                                                                      | Maratón de Lindy hop / «Do Your Thing»             | 7 puntos extra         | 7 puntos extra         | 7 puntos extra         | 7 puntos extra         | Dos últimos     |
| 11                                                                      | Quickstep / «Don't Rain on My Parade»              | 9                      | 10                     | 9                      | 10                     | Dos últimos     |
| 12 (Semifinal)                                                          | Pasodoble / «Spectrum (Say My Name)»               | 9                      | 9                      | 9                      | 9                      | Dos últimos     |
| 12 (Semifinal)                                                          | American smooth / «Ain't That a Kick in the Head?» | 10                     | 10                     | 10                     | 10                     | Dos últimos     |
| 13 (Final)                                                              | Salsa / «(I've Had) The Time of My Life»           | 10                     | 10                     | 10                     | 10                     | Segundo puesto  |
| 13 (Final)                                                              | Showdance / «Keeping Your Head Up»                 | 10                     | 10                     | 10                     | 10                     | Segundo puesto  |
| 13 (Final)                                                              | Charlestón / «Witch Doctor»                        | 10                     | 10                     | 10                     | 10                     | Segundo puesto  |
| 1Puntaje dado por el juez invitado Alfonso Ribeiro en lugar de Tonioli. |                                                    |                        |                        |                        |                        |                 |

### Otros trabajos
En 2008, Kovalev y Garnis aparecieron en la sexta temporada de Dancing with the Stars en un programa de resultados, bailando al ritmo de «Come On Over» de Jessica Simpson.
A principios de 2009 volvió a bailar con Garnis en el espectáculo de baile internacional Superstars of Dance, representando a Rusia en la categoría de dúos, pero luego fueron reemplazados por otra pareja en el episodio del 19 de enero. En agosto, ambos se unieron al elenco de la producción de Jason Gilkison, Burn the Floor, durante su paso por Broadway. Sucedieron a los bailarines de Dancing with the Stars, Maksim Chmerkovskiy y Karina Smirnoff. Más tarde en 2010, la pareja se unió a nuevamente a la compañía el 7 de septiembre al 28 de noviembre. Kovalev dejó el espectáculo en el verano de 2011 para unirse a Strictly Come Dancing.
Participó en las giras Strictly Come Dancing Live! de 2012 su pareja celebridad Chelsee Healey del 20 de enero al 26 de febrero, y de 2013 formando pareja con la actriz Dani Harmer, iniciada el 18 de enero.
Formó una nueva asociación profesional con su compañera profesional de Strictly, Katya Virshilas, con su espectáculo An evening with Katya and Pasha, recorrieron el Reino Unido del 27 de marzo al 6 de mayo de 2012. La pareja repitió la gira en 2013, y finalmente en 2014.
En enero de 2013, actuó en el video musical de «One Day I'll Fly Away», el sencillo principal de Centre Stage, el primer álbum solista de su pareja de Strictly, Kimberley Walsh. En marzo de ese año, antes del Red Nose Day de Comic Relief, la comediante Miranda Hart participó en un Strictly Extravaganza, donde intentó bailar los bailes de salón con Kovalev como uno de los cinco desafíos en Miranda's Mad March.
A partir de marzo de 2015, se presentó en todo Reino Unido, con su pareja original Anya Garnis como invitada especial, en su gira Life Through Dance.
Kovalev anunció su gira It's All About You de 2016, que incluyó 74 espectáculos del 18 de marzo al 12 de junio. Su pareja profesional Anya Garnis fue invitada nuevamente.

## Vida personal
Kovalev y Anya Garnis comenzaron a salir a finales de la década de 1990, después de encontrarse en una clase de baile en Siberia. En 2001, la pareja se mudó a Estados Unidos juntos. Sin embargo, rompieron. Kovalev ha estado saliendo con Rachel Riley, desde 2014, y ahora la pareja reside en Londres. Se casaron en junio de 2019 y un mes antes confirmaron que esperaban su primer hijo. Sus hijas nacieron en diciembre de 2019 y noviembre de 2021.